# Lestoros inca
Genre
Espèce
Lestoros inca, l'Opossum musaraigne inca, est une espèce de marsupiaux, la seule du genre Lestoros (monotypique). Cette espèce est localisée dans les Andes.